# Misteln
Misteln är en sjö i Gnesta kommun i Södermanland och ingår i Nyköpingsåns huvudavrinningsområde. Sjön har en area på 3,44 kvadratkilometer och ligger 24,1 meter över havet. Sjön avvattnas av Jättnaån till Kyrksjön.

## Delavrinningsområde
Misteln ingår i det delavrinningsområde (655612-156576) som SMHI kallar för Utloppet av Misteln. Medelhöjden är 39 meter över havet och ytan är 15,67 kvadratkilometer. Räknas de 8 avrinningsområdena uppströms in blir den ackumulerade arean 131 kvadratkilometer. Husbyån som avvattnar avrinningsområdet har biflödesordning 2, vilket innebär att vattnet flödar genom totalt 2 vattendrag innan det når havet efter 78 kilometer. Avrinningsområdet består mestadels av skog (46 procent) och jordbruk (22 procent). Avrinningsområdet har 3,32 kvadratkilometer vattenytor vilket ger det en sjöprocent på 21,2 procent.

## Naturreservat
Vid sjön Misteln finns tre naturreservat:
- Herröknanäs, beläget strax väster om Herrökna.
- Nytorpsravinen, belägen mellan Herröknanäs och Kramphult.
- Misätters ekhagar, belägna vid Mistelns sydöstra sida.